# Хатирогата (озеро)
Хатирогата (яп. 八郎潟調整池) — мелководное эвтрофное озеро в Японии в префектуре Акита. Первоначально озеро было частью шельфового моря, но из-за колебаний уровня воды превратилось в озеро, которое соединялось с Японским морем через канал Фунакоси. До середины XX века Хатирогата было вторым по площади (около 22 000 га) солоноватым озером Японии после Бива. После мелиорационных работ, проведённых 1957—1977 годах, озеро преобразовано из солоноватой лагуны в искусственное пресноводное озеро. В 1964 году на берегах озера была основана деревня Огата. Общие затраты мелиорацию, включая компенсации местному населению, составили 85,2 млрд иен. Эти работы привели к уменьшению площади озера в пять раз. Вода из озера использовалась для орошения сельскохозяйственных земель. В результате загрязнения органическими веществами в озере активизировались процессы эвтрофикации.
Согласно местной легенде, в озере живёт дракон, каждую зиму переселяющийся в воды озера Тадзава.